# Donat
Donat foi uma comuna da Suíça, no Cantão Grisões, com cerca de 225 habitantes. Estendia-se por uma área de 4,67 km², de densidade populacional de 48 hab/km². Confinava com as seguintes comunas: Casti-Wergenstein, Clugin, Lohn, Mathon, Pignia, Zillis-Reischen.
A língua oficial nesta comuna era o Romanche.

## História
Em 1 de janeiro de 2021, passou a formar parte da nova comuna de Muntogna da Schons.